# Якобсдорф (Мекленбург-Передня Померанія)
Якобсдорф (нім. Jakobsdorf) — громада в Німеччині, розташована в землі Мекленбург-Передня Померанія. Входить до складу району Передня Померанія-Рюген. Складова частина об'єднання громад Ніпарс.
Площа — 17,67 км2. Населення становить 484 ос. (станом на 31 грудня 2020).